# 小行星1333
小行星1333（1333 Cevenola）是一颗绕太阳运转的小行星，为主小行星带小行星。该小行星于1934年2月20日发现。
該小行星以法國的塞文山脈命名。

## 轨道参数
小行星1333的轨道半长轴为2.6327421 UA，离心率为0.134。